# 蔵持村
蔵持村（くらもちむら）は三重県名賀郡にあった村。現在の名張市中心部の北方一帯にあたる。

## 地理
- 河川：名張川

## 歴史
- 1889年（明治22年）4月1日 - 町村制の施行により、蔵持村・狭田村・夏秋村・大屋戸村・短野村・下三谷村の区域をもって名張郡蔵持村が発足。
- 1896年（明治29年）4月1日 - 所属郡が名賀郡に変更。
- 1942年（昭和17年）5月5日 - 名張町に編入。同日蔵持村廃止。

## 交通

### 鉄道路線
- 関西急行鉄道（現・近畿日本鉄道）
  - 伊賀線
    - 蔵持駅

上記のほか、旧村域を同社大阪線が通過したが、駅は所在しなかった。